# Zombieland: Kulki w łeb
Zombieland: Kulki w łeb (ang. Zombieland: Double Tap) – amerykański horror komediowy z 2019 roku w reżyserii Rubena Fleischera.
Kontynuacja filmu Zombieland z 2009 roku. 

## Obsada
- Woody Harrelson - Tallahassee
- Jesse Eisenberg - Columbus
- Emma Stone - Wichita
- Abigail Breslin - Little Rock
- Rosario Dawson - Nevada
- Zoey Deutch - Madison
- Avan Jogia - Berkeley
- Luke Wilson - Albuquerque
- Thomas Middleditch - Flagstaff

## Odbiór

### Box office
Budżet filmu jest szacowany na 42 milionów dolarów. W Stanach Zjednoczonych i w Kanadzie film zarobił 73,1 mln USD. W innych krajach przychody również wyniosły 49,7 mln, a łączny przychód 122,8 mln dolarów.

### Krytyka w mediach
Film spotkał się z mieszaną reakcją krytyków. W serwisie Rotten Tomatoes 68% ze 224 recenzji jest pozytywne, a średnia ocen wyniosła 6,1/10. Na portalu Metacritic średnia ocen z 37 recenzji wyniosła 56 punktów na 100.